# 日本ウェルネス高等学校
日本ウェルネス高等学校（にほんウェルネスこうとうがっこう）は、学校法人タイケン学園グループが運営する広域通信制高等学校。全国各地にキャンパスや学習センターを開設している。

## 概要
2006年に愛媛県今治市との構造改革特区により開校された。その後、全国各地にキャンパスや学習センターを開設している。学習スタイルは週5日、週2日、在宅通信の3形態があるほか、スポーツ、音楽、マンガ、製菓、保育などの専攻コースがある。

## 所在地
- 本校

愛媛県今治市大三島町口総4010
- キャンパス

東京・神保町・利根・信州筑北・名古屋・広島・北九州・沖縄
- 学習支援センター

青森・宮城・稲敷・坂戸・戸田・秋葉原・世田谷・新宿

## 運営法人
- 学校法人タイケン国際学園

### 姉妹校
日本ウェルネス宮城高等学校・日本ウェルネス長野高等学校・日本ウェルネス高等学校茨城

## 学科
- 普通科 - 総合コース（ペット・大学進学・ビジネス・音楽・パフォーマンス・製菓・コンピュター情報処理・トータルビューティー・保育・ハンドメイドジュエリー・マンガイラスト・映像・英語）
- 普通科 - スポーツコース（ゴルフ・硬式野球・サッカー・フットサル・バドミントン・陸上競技・空手）

## 沿革
- 2006年 - 日本ウェルネス高等学校開校。

## 部活動

### 硬式野球部
- 2006年 - 創部。
- 2008年 - 夏の愛媛大会ベスト8進出。
- 2011年 - 所属を愛媛県高野連から東京都高野連に移行し、東京キャンパスが創部。
- 2015年 - 東京キャンパスが、運営する学校法人タイケン学園グループの強化指定クラブとなり新体制発足。
- 2016年 - 信州筑北キャンパスが創部。監督に中原英孝（前松商学園高校監督・前長野日大高校監督、甲子園大会出場11回）が就任。
- 2016年 - 東京キャンパスが春季大会を勝ち上がり初めての都大会に進出。都大会ベスト16となり創部初の夏季大会シード校となり、夏季東東京大会5回戦進出。
- 2017年 - 東京キャンパスが夏季東東京大会5回戦進出
- 2017年 - 信州筑北キャンパスが秋季長野県大会優勝。北信越大会で初戦敗退。
- 2018年 - 沖縄キャンパスが創部

### 軟式野球部
- 2018年
  - 創部。
  - 全国定時制通信制大会に初出場、準優勝。
- 2019年
  - 2年連続で全国定時制通信制大会出場、3位。

### ゴルフ部
- 2014年 - 創部。同年から男女共にプロツアー大会に多数出場し上位進出。
- 2015年
  - 全国高校選手権男子団体準優勝、女子団体5位。
  - 日本ジュニア選手権男子準優勝、女子準優勝。
  - 国体男子団体優勝
- 2016年
  - 全国高校選手権春季大会女子準優勝。
  - 国体女子団体優勝。
- 2018年
  - 全国高校選手権男子団体3位。

### バドミントン部
- 2014年
  - 創部。
  - 東京都高校新人大会男女シングルス優勝。
- 2015年
  - 東京都高校大会男女シングルス優勝、インターハイ出場。
  - 東京都高校新人大会女子シングルス1～4位独占、女子団体優勝、男子団体準優勝。
- 2016年
  - 全国選抜大会女子団体・女子ダブルス出場。
  - インターハイ女子ダブルス準優勝。
  - 全日本総合選手権女子ダブルス出場
- 2017年
  - インターハイ女子ダブルス8強

### サッカー・蹴球部
- 2007年 - 春の高校総体愛媛大会初出場ベスト16進出。
- 2010年 - 活動拠点を、松本キャンパスに移行し、「アルフット安曇野WELLNESS」と連携してクラブチームを結成。
- 2011年 - Jユースカップ北信越大会で準優勝、部員17名。同年の優勝チーム松本山雅FC-U18にも部員2名参加。
- 2012年
  - 松本キャンパスが全国ユースフットサル大会出場。
  - 松本キャンパスが長野県大学高校フットサル大会優勝。
  - 松本キャンパスが長野県高体連加盟。
- 2013年 - 東京キャンパスが東京都高体連加盟。
- 2014年 - 松本キャンパスが長野県U18フットサルリーグ優勝（全勝）、全日本ユースU18フットサル大会長野県大会優勝、長野県U18フットサル大会優勝。同年度、長野県U18部門で3冠獲得。
- 2015年
  - 松本キャンパスの活動拠点を、同年9月開校の信州筑北キャンパスに移行、名称を蹴球部に変更。信州筑北キャンパス監督に伊藤雅範が就任することを記者会見発表。
  - 信州筑北キャンパスが、ホンダカップ東海大会優勝、全日本ユースU18フットサル大会長野県大会2年連続優勝。
- 2016年 - 東京キャンパスがTリーグに初出場。

### 陸上競技部
- 2011年 - 東京キャンパスが東京都高体連に加盟。棒高跳びでインターハイ優勝。
- 2013年 - インターハイ出場（砲丸投げ）。
- 2017年 - 日本ジュニア選手権優勝（棒高跳）。

### 空手部
- 2011年 - 東京キャンパスが東京都高体連に加盟。

### 吹奏楽部
- 2022年 - 茨城(笠間市)開校と同時に設立。

## 主な出身者
- 西畑萌香（女子プロゴルファー）
- 稲見萌寧（女子プロゴルファー）
- 渡部健人（プロ野球選手、埼玉西武ライオンズ）

## 関連人物
- 柴岡三千夫 校長兼学校法人タイケン学園グループ理事長